# Milton Keynes
Milton Keynes (výslovnost /miltən ˈkiːnz/, často zkracováno na MK) je město nacházející se na jihovýchodě Spojeného království v anglickém nemetropolitním hrabství Buckinghamshire. Od Londýna je vzdáleno asi 79 km směrem na severozápad. Sídlí zde tým formule 1 Red Bull Racing.
Oficiálně se Milton Keynes stalo městem 23. ledna 1967. Nyní se rozkládá na ploše 89 km2 na místě původních měst Bletchley, Wolvertonu a Stony Stratfordu a dalších patnácti obcí a zemědělských pozemků. Svůj název převzalo od stávající obce Milton Keynes, jež se nacházela několik kilometrů na východ od plánovaného centra města.

Dle výsledků sčítání lidu z roku 2001 činil počet obyvatel Milton Keynes (včetně přilehlého města Newport Pagnell) 184 506. Počet obyvatel v širší správní oblasti Milton Keynes (angl. Borough of Milton Keynes) byl 207 063, což bylo čtyřnásobně více než v šedesátých letech. Tato širší správní oblast má status tzv. nečleněné autority (angl. unitary authority), což znamená, že je mimo správu Rady Hrabství Buckingamshire.
Poslední odhady o počtu obyvatel pocházejí z roku 2008. Tehdy byl počet obyvatel odhadován na 195 687 pro město a přes 230 000 pro širší správní oblast.

## Zrod „Nového města“
Motivem rozhodnutí britské vlády vybudovat v šedesátých letech další město z generace „nových měst“ (angl. New Town) byl dlouhodobý nedostatek bytů, který tehdy panoval v Londýně. V hlavním městě však zároveň chyběl prostor pro novou výstavbu, a tak volba padla na jihovýchod Anglie.
První z generace „nových měst“, tedy měst postavených na zelené louce, vzniklo již v padesátých letech: pro obyvatele přesídlené z několika londýnských čtvrtí byly postaveny obytné jednotky v Bletchley. V šedesátých letech byla pak dalšími studiem vymezena nová oblast, a sice sever hrabství Buckinghamshire, kde se kromě Bletchley nacházela i města Stony Stratford a Wolverton. Již tehdy bylo Milton Keynes projektováno jako budoucí city – velkoměsto – s počtem obyvatel až 250 000 a rozlohou 88,4 km².
Oblast pro výstavbu byla určena tak, aby se nové město nacházelo v přibližně stejné vzdálenosti od Londýna, Birminghamu, Leicesteru, Oxfordu a Cambridge. Záměrem bylo, aby město bylo v budoucnu zcela samoudržitelné a samo se dokázalo stát nejvýznamnějším regionálním centrem. Projekt výstavby byl vypracován vybranými místními úřady a jeho realizace byla svěřena nově vzniklému Sdružení pro výstavbu Milton Keynes (angl. Milton Keynes Development Corporation, MKDC).
Toto Sdružení již mělo za sebou výrazně modernistické architektonické projekty, které se pravidelně objevovaly v magazínech Architektonický design a Časopis architektů. V projektu Milton Keynes se chtělo poučit z chyb, jichž se dopustili architekti u dřívějších měst na zelené louce. Architekti ze Sdružení pro výstavbu Milton Keynes tedy dali novou tvář původní koncepci zahradního města (Garden City) a rovněž se rozhodli vybudovat silniční síť tzv. rastrového typu (připomínající pravoúhlou mříž). Ta se nakonec spolu s rozsáhlou výsadbou zeleně a mnoha jezery a parky stala pro město charakteristickou.
Co se „centra města“ (Central Milton Keynes) týče, nemělo být centrem v tradičním slova smyslu (náměstí ve středu města), nýbrž mělo sloužit jen jako obchodní a nákupní čtvrť, která by doplňovala místní centra v jednotlivých městských čtvrtích, tzv. grid squares. Takto nehierarchické uspořádání města znamenalo odklon od způsobu, jakým se města na zelené louce v Anglii dříve stavěla. Cílem bylo, aby komerční i obytné prostory byly rozesety po celém městě. Dnes se ukazuje, že Milton Keynes, které bylo ze všech britských nových měst postaveno skoro jako poslední, si ve srovnání s nimi vede nejlépe – je největší a umí reagovat na změny a přizpůsobovat se jim.
Plán vybudovat ve městě silniční síť rastrového typu byl inspirován dílem kalifornského městského teoretika Melvina M. Webbera (1921–2006), jehož zakládající architekt Milton Keynes Derek Walker označil za „otce města“. Webber označil dřívější plány měst připomínající kružnice soustředěné kolem jednoho centra za zastaralé. Dle jeho představy je při výstavbě především třeba myslet na to, aby se obyvatelé po městě snadno pohybovali.
Spolu s dalšími městy se Milton Keynes opakovaně ucházelo o přiznání oficiálního statutu city (velkoměsto), a to v letech 2000 a 2002. Ačkoli nikdy nebylo úspěšné, pojmy city a city centre jsou běžně používány jak v místních médiích a v rámci městské hromadné dopravy, tak mezi občany. Důvodem je pravděpodobně to, že pojem town (město) odkazuje vždy jen na jedno z původních měst.